# Niezgodność
Niezgodność – termin geologiczny określający sposób styku warstw skalnych, oddzielonych od siebie powierzchnią graniczną, mającą równocześnie charakter luki erozyjnej lub luki sedymentacyjnej. Powierzchnia ta odpowiada pewnemu okresowi, który w danym miejscu nie jest reprezentowany przez osady. Warstwy powyżej i poniżej niezgodności mogą mieć inne kąty nachylenia i wtedy niezgodność jest łatwa do rozpoznania w odsłonięciu geologicznym.

## Powierzchnie niezgodności
Rozróżnia się cztery rodzaje powierzchni niezgodności:
- powierzchnia niezgodności erozyjnej (PE)
- powierzchnia niezgodności kątowej (PNK)
- powierzchnia niezgodności przekraczającej
- powierzchnia niezgodności penakordacyjnej

W PE warstwy występujące poniżej i powyżej warstwy erozyjnej posiadają prawie takie same ułożenie, natomiast w PNK warstwy poniżej powierzchni niezgodności są ustawione pod innym kątem niż warstwy powyżej danej niezgodności.
PNK jest jedyną niezgodnością rozdzielającą piętra strukturalne.
Każda powierzchnia niezgodności kątowej jest również powierzchnią erozyjną, ale nie każda powierzchnia erozyjna jest powierzchnią niezgodności kątowej.
PE i PNK zawierają w sobie czas „zużyty” na przebudowę (deformacja tektoniczna).